# 빌헬미나시

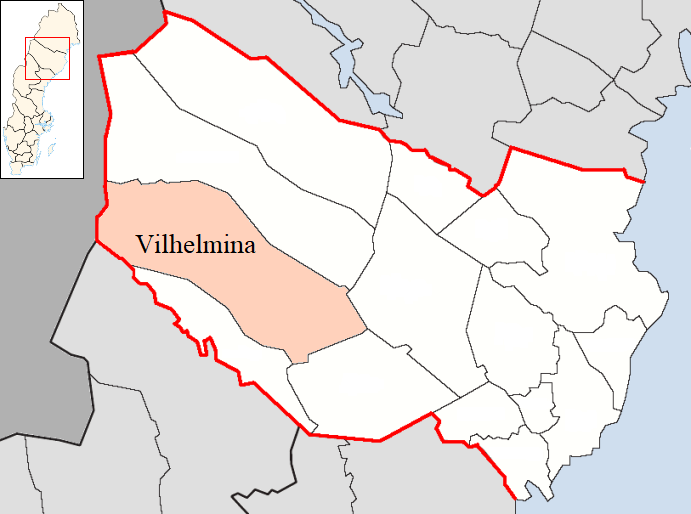
빌헬미나 시의 위치

빌헬미나시(스웨덴어: Vilhelmina kommun)는 스웨덴 베스테르보텐주에 위치한 지방 자치체로 행정 중심지는 빌헬미나이며 면적은 8,740.5km2, 인구는 6,805명(2016년 12월 31일 기준), 인구 밀도는 0.78명/km2이다.

시 문장